# Compagnie des chemins de fer indonésiens
Pour les articles homonymes, voir KAI.
La Compagnie des chemins de fer indonésiens (PT Kereta Api Indonesia (Persero) ou PT KAI) est la société d'État qui exploite le réseau ferroviaire de l'Indonésie. 
PT KAI a le statut de société anonyme ("PT" dans son sigle indonésie), avec pour unique actionnaire l'État indonésien. L'adjonction du qualificatif "(Persero)" (qui signifie "société par actions") permet de distinguer une société anonyme propriété de l'État d'une société anonyme ordinaire.
La compagnie a transporté 389 millions de passagers en 2017, une augmentation de 16 pour cent par rapport aux 352 millions de 2016, et plus que l'objectif de 373 millions qu'elle s'était fixé pour 2017.

## Histoire
Bien que la première ligne de chemin de fer ait vu le jour en 1867 à Java, le prédécesseur de la PT KAI, la Djawatan Kereta Api Repoeblik Indonesia, n'a été fondée que le 28 septembre 1945.

### LesStaatsspoorwegen

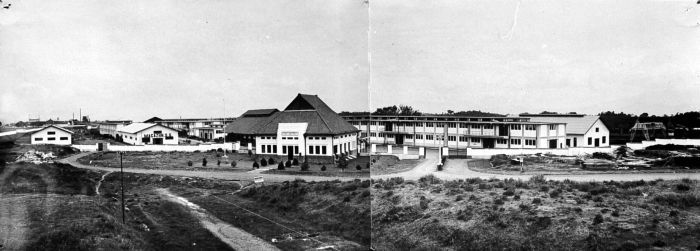
Le siège des Staatsspoorwegen à Bandung

Les Staatsspoorwegen ("chemins de fer de l'Etat")

### LaNederlandsch-Indische Spoorweg Maatschappij

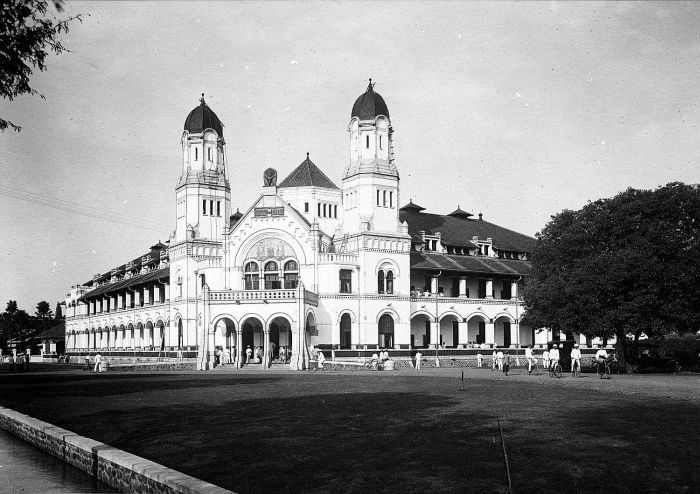
Le Lawang Sewu, autrefois siège de la Nederlandsch-Indische Spoorweg Maatschappij

La De Nederlandsch-Indische Spoorweg Maatschappij (NIS) ou "compagnie des chemins de fer des Indes néerlandaises", était une des sociétés de l'époque coloniale. Elle fut créée le 27 août 1863, après avoir obtenu du gouverneur général une concession pour le trajet Semarang-Yogyakarta dans le centre de Java. Son siège social était à Semarang, dans un bâtiment surnommé en javanais Lawang Sewu ("mille portes"), restauré en 2009.

### LaDeli Spoorweg Maatschappij

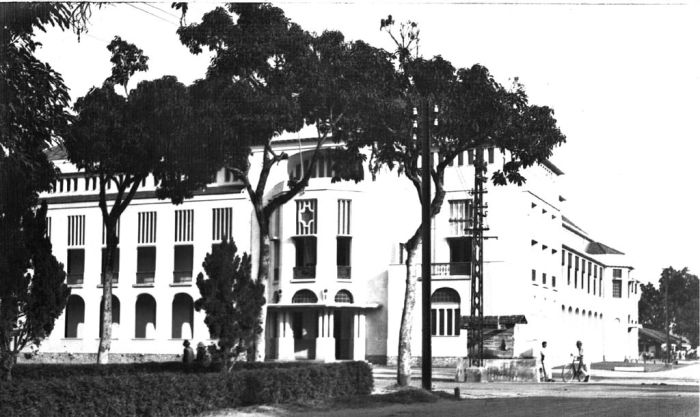
Le siège de la Deli Spoorweg Maatschappij à Medan

La Deli Spoorweg Maatschappij (DSM) ou "compagnie des chemins de fer de Deli"

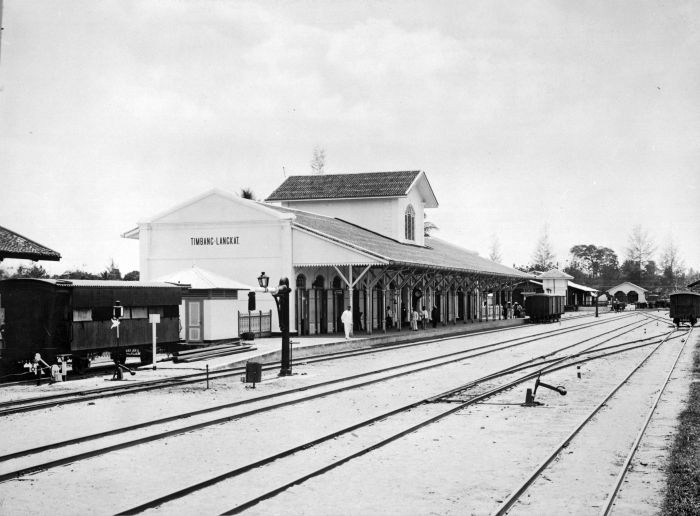
La gare de Timbang Langkat à Binjai, Sumatra du Nord, au début du XXe siècle

### L'Atjeh Tram

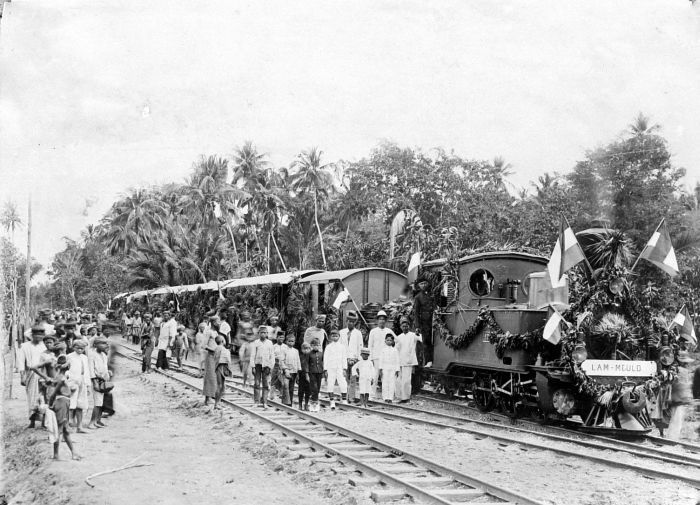
Inauguration de la ligne de tramway Beureunun-Lammeulo en 1906

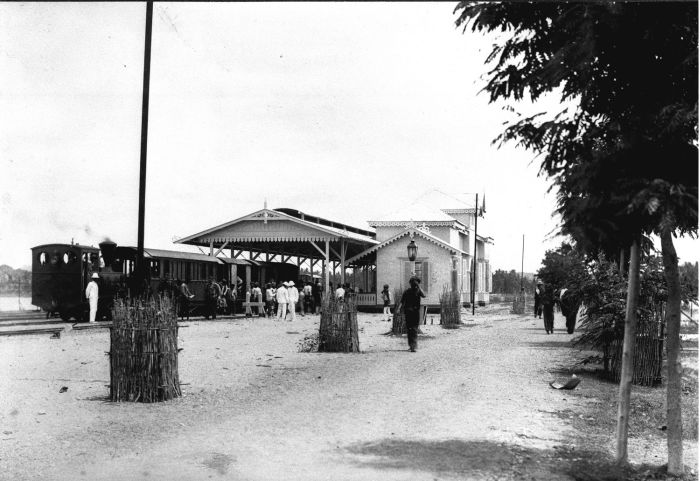
Une gare en Aceh dans les années 1920

## Réseau

### Java

Le réseau de PT KAI à Java

Principaux services de PT KAI à Java

- Liaison ferroviaire de l'aéroport international de Yogyakarta

### Sumatra

#### Aceh et Sumatra du Nord
Le gouvernement indonésien prévoit de réactiver la voie ferrée qui va de Banda Aceh, capitale de la province d'Aceh, à la pointe nord de l'île de Sumatra, à Medan, capitale de la province de Sumatra du Nord, sur 508 kilomètres.

#### Lampung et Sumatra du Sud

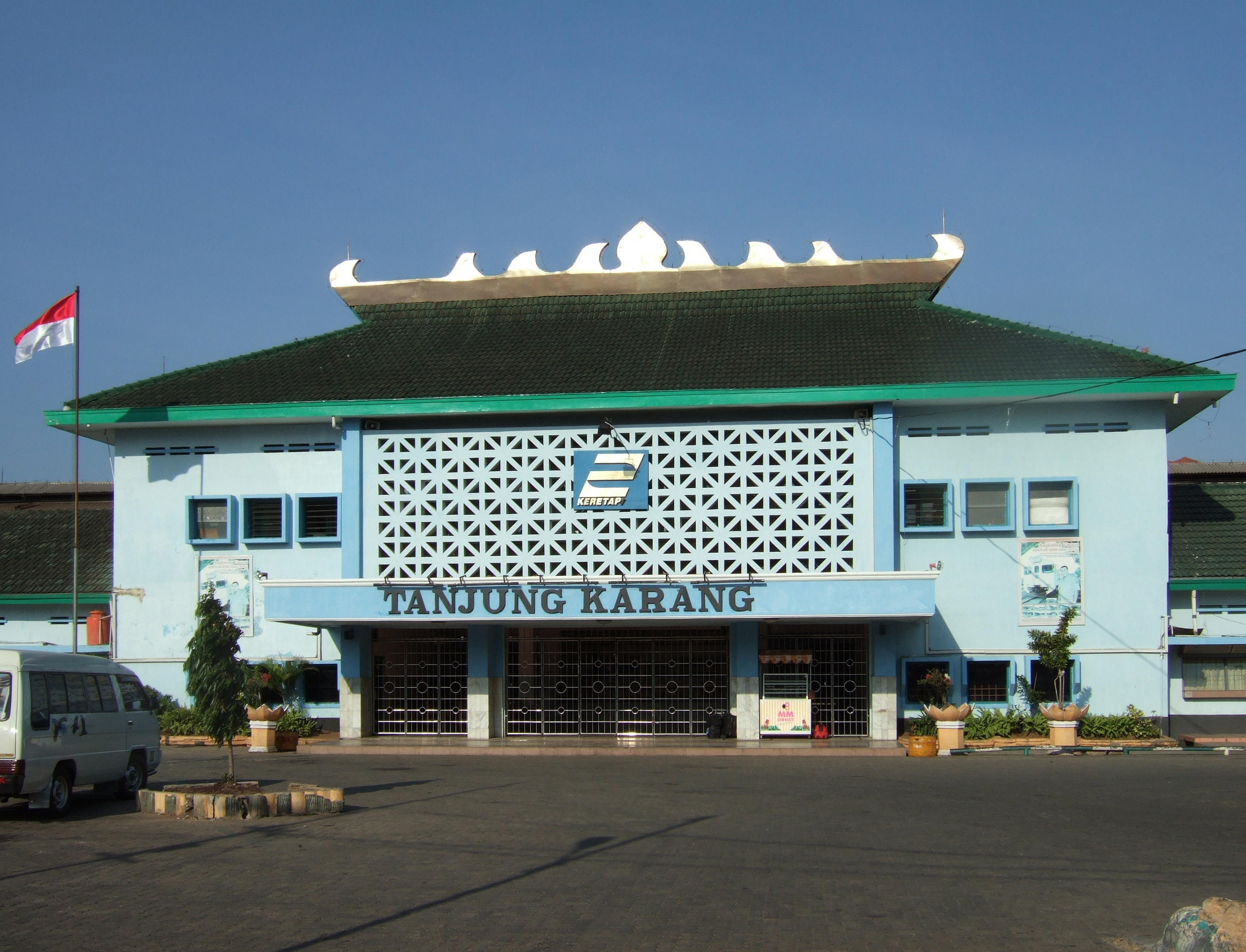
La gare de Tanjung Karang à Bandar Lampung